# Onthophagus bovinus
Onthophagus bovinus är en skalbaggsart som beskrevs av Louis Albert Péringuey 1892. Onthophagus bovinus ingår i släktet Onthophagus och familjen bladhorningar. Inga underarter finns listade i Catalogue of Life.